# Elisabethiella platyscapa
Elisabethiella platyscapa är en stekelart som beskrevs av Wiebes 1989. Elisabethiella platyscapa ingår i släktet Elisabethiella och familjen fikonsteklar.
Artens utbredningsområde är Zambia. Inga underarter finns listade i Catalogue of Life.